# 佩伦杜赖
佩伦杜赖（Perundurai），是印度泰米尔纳德邦Erode县的一个城镇。总人口16973（2001年）。

## 人口
该地2001年总人口16973人，其中男性8431人，女性8542人；0—6岁人口1513人，其中男776人，女737人；识字率72.39%，其中男性为80.04%，女性为64.84%。